# Tramacastiel
Tramacastiel è un comune spagnolo di 111 abitanti situato nella comunità autonoma dell'Aragona.